# Cité Siemensstadt

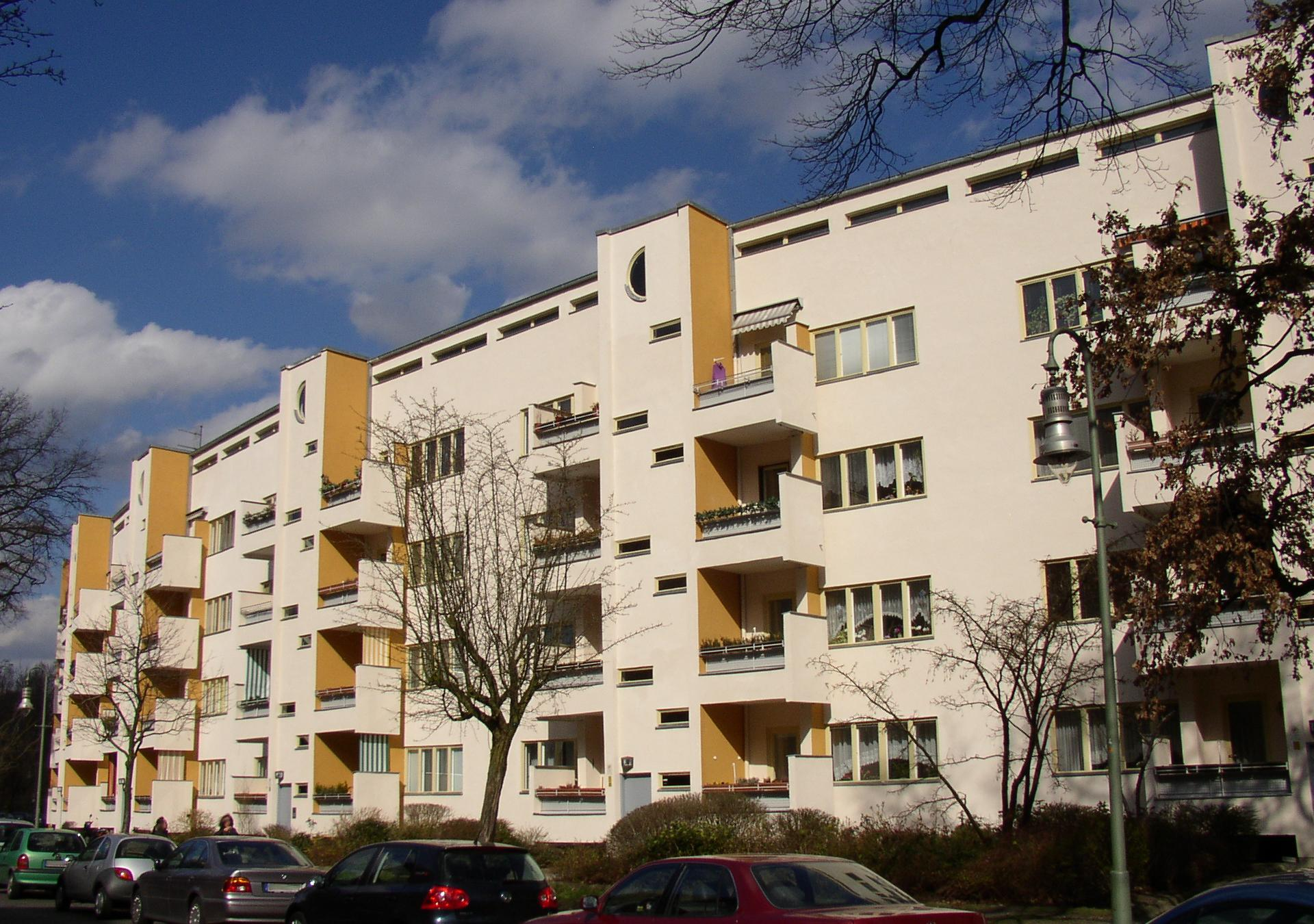
Bâtiment Maeckeritzstrasse, Hans Scharoun

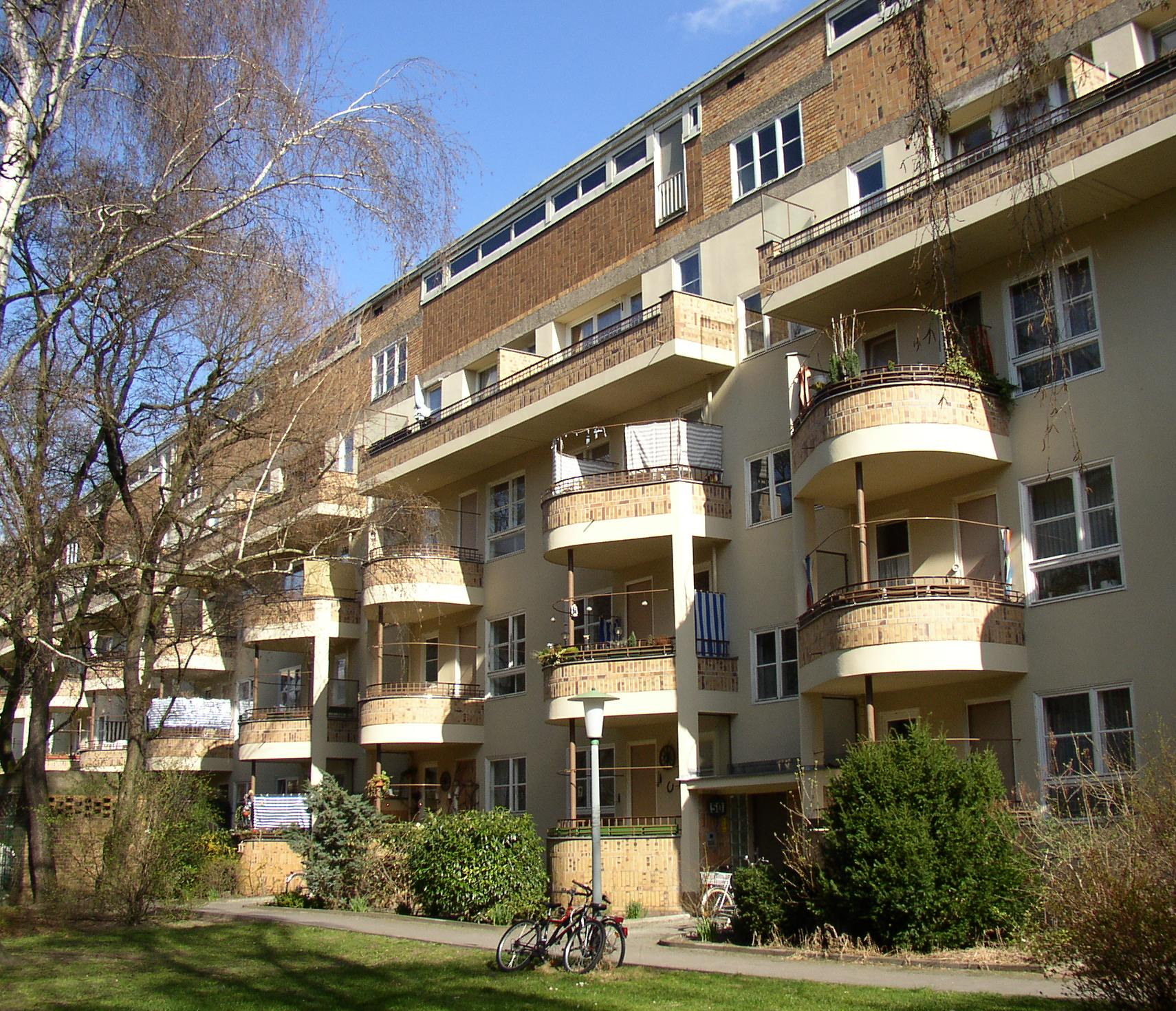
Dans la Goebelstraße par Hugo Haring

La Cité Siemensstadt (en allemand : Großsiedlung Siemensstadt ; également connue sous le nom de Ring Settlement ou Ringsiedlung) est une communauté résidentielle à but non lucratif située dans le quartier de Charlottenburg-Wilmersdorf à Berlin. C'est l'une des six Cités du modernisme de Berlin de Berlin reconnues en juillet 2008 par l'UNESCO comme un site du patrimoine mondial.

## Géographie
Malgré son nom, la plus grande partie de la cité est située dans la localité (Ortsteil) de Charlottenburg-Nord, seule la petite partie la plus à l'ouest appartient à Siemensstadt dans le district de Spandau.

## Histoire
La cité a été construite entre 1929 et 1931, selon le plan directeur général de l'architecte allemand Hans Scharoun. Six architectes éminents de l'ère Weimar y ont participé : Hans Scharoun, Fred Forbát, Otto Bartning, Walter Gropius, Paul Rudolph Henning et Hugo Häring. Le surnom Ringsiedlung vient de l'association de certains de ces architectes avec le collectif Der Ring.
Les espaces ouverts ont été conçus par l'architecte paysagiste moderniste allemand Leberecht Migge.
Contrairement aux autres grands projets de logements publics de l'époque, qui étaient réalisés sous le parrainage de la coopérative gouvernementale Gehag, la Siemensstadt a été construite par une coopérative de logement privée pour loger les ouvriers de l'usine électrique Siemens, située à proximité, qui employait 60 000 travailleurs.
La forme de la cité a marqué un tournant dans la pensée urbaine, au moment où l'urbaniste berlinois Martin Wagner a abandonné un projet de cité-jardin de faible hauteur, avec des jardins individuels, au profit de blocs d'appartements à étages beaucoup plus denses.
Réparties dans l'ensemble de la cité, des bornes d'information donnent des renseignements brefs et concis sur les architectes et leurs bâtiments (actuellement en langue allemande uniquement).

## Galerie

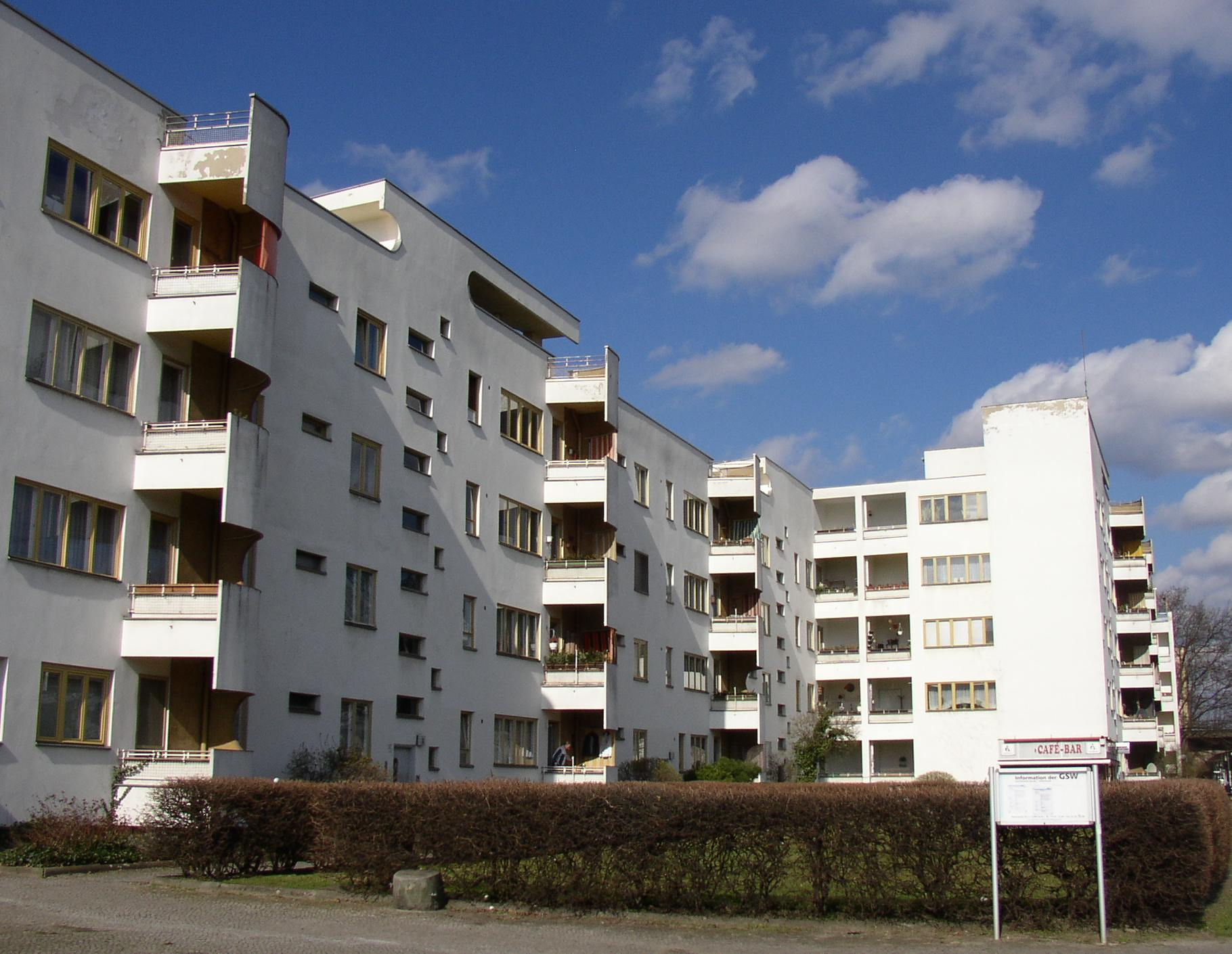
"Panzerkreuzer (navire blindé)" de Hans Scharoun
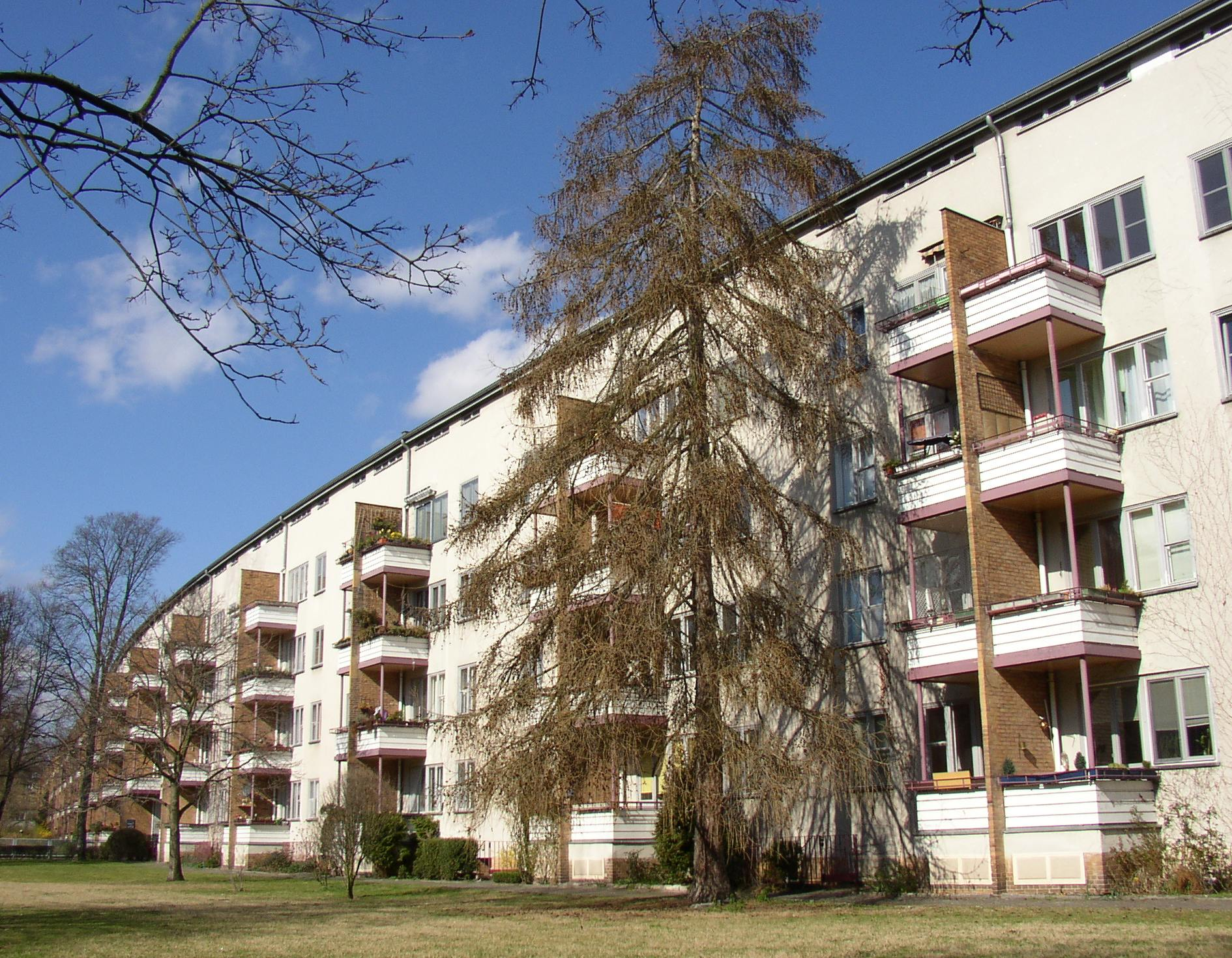
"Langer Jammer (longue misère)" par Otto Bartning
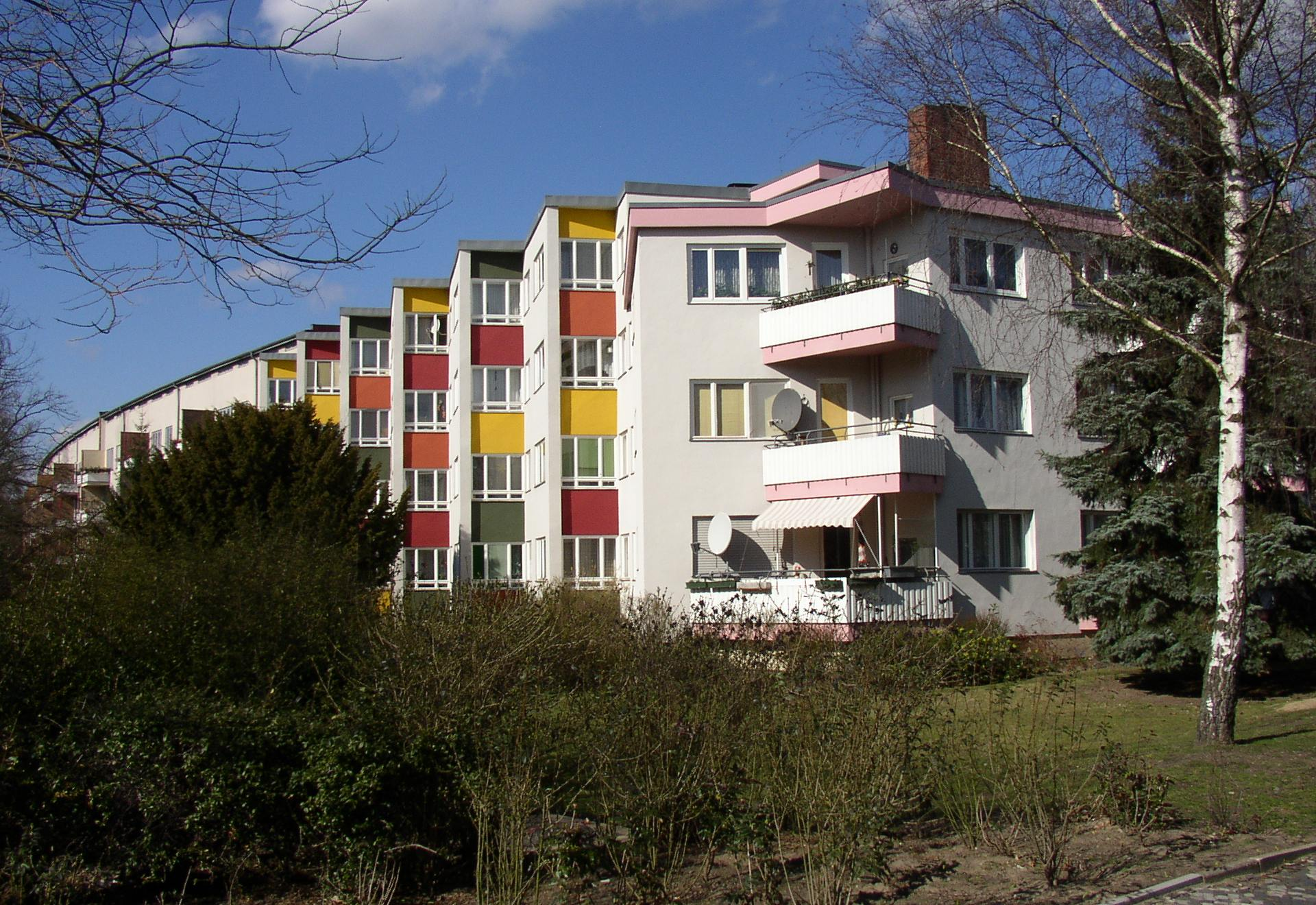
"Ostabschluss (terminaison orientale)" (1956) par Hans Scharoun